# FRIMO
Die Frimo Innovative Technologies GmbH (Eigenschreibweise: FRIMO) (vormals: Frimo-Group GmbH) ist die Konzernobergesellschaft der FRIMO-Gruppe, einem Hersteller von Werkzeugen und Fertigungsanlagen für die Produktion von Kunststoffkomponenten mit Hauptsitz in Lotte.
Frimo produziert vor allem Ausrüstungen, mit denen Plastikteile für die Automobilindustrie produziert werden.
Im Februar 2023 wurde ein Antrag auf Eröffnung des Insolvenzverfahrens beim zuständigen Amtsgericht gestellt. Im Juni 2023 wurde bekannt, dass Hans-Günter Bayer das Unternehmen in zwei Schritten übernehmen wird. Zum 1. August 2023 wurde der Geschäftsbetrieb in eine neue Gesellschaft übertragen und die unternehmerische Führung an das neue Management abgegeben. In einem zweiten Schritt wurden auch die internationalen Gesellschaften übergeben. Die Schließung von Standorten und die Entlassung von Mitarbeitern ist nicht geplant. Hans-Günter Bayer hatte das Unternehmen 2016 an die Deutsche Beteiligungs AG verkauft und nun zurückgekauft. Warum die Deutsche Beteiligungs AG so kläglich versagt hat, wurde nicht bekannt.

## Unternehmensgeschichte
Im Jahr 1962 wurde die Fritsche Möllmann GmbH & Co. KG (später FRIMO) als Lieferant von Schäumwerkzeugen für die Polyurethan-Verarbeitung und den Modellbau in Bohmte im Landkreis Osnabrück gegründet.
Gründer war Günter Möllmann und Siegfried Fritsche, nach Firmenerweiterungen und Personalzuwachs wechselte das Unternehmen 1969 an seinen heutigen Standort Lotte.
1990 wurde eine amerikanische Niederlassung. bei Detroit (Michigan) gegründet. 1991 weitete FRIMO seine Geschäftsaktivitäten nach Südosteuropa aus. Zunächst wurde eine Aluminiumgießerei in Budapest übernommen und wenig später ein eigenes Modellbau-Unternehmen in Ungarn gegründet. 1993 gründete FRIMO ein Vorrichtungsbau-Unternehmen in Mór, heute die Zentrale der FRIMO Hungary Kft. 1995 übernahm FRIMO die Anton Huber GmbH & Co. KG (heute FRIMO Freilassing GmbH) und erweiterte dadurch sein Produkt- und Leistungsangebot um die Bereiche Thermoformen, Kaschieren und Umbugen. Im selben Jahr erhielt das Unternehmen zum ersten Mal einen der begehrten SPE Automotive-Division-Awards.
1998 entwickelte sich FRIMO weiter zum Systemlieferanten. Mit der Übernahme der Schmidt + Link Werkzeugbau GmbH, heute FRIMO Sontra GmbH, wurde das Technologieportfolio um die Bereiche Stanzen, Pressen und Formen ergänzt. Das polnische Unternehmen SLP wird als FRIMO Poland Sp. z o.o. ul. in die FRIMO-Gruppe integriert. Mit der Gründung der FRIMO Control Systems GmbH in Ainring wird zudem die Kompetenz im Bereich Steuerungstechnik ausgebaut. 1999 entstand in Lotte die FRIMO Group GmbH, eine Holding zur Koordination und Steuerung der weltweiten Geschäftsaktivitäten. In Ungarn wurde die Oroszlányi Gépjavító Kft. und in den USA die Lyon Industries & Design Inc. übernommen.
2001 wurde auf dem wachsenden amerikanischen Markt die Unternehmen FRIMO USA Inc. und Lyon Industries & Design Inc. zur FRIMO Inc. zusammengeführt. 2004 übernahm man den Wettbewerber Heidel und wurde dadurch zu einem der weltweit größten Anbieter von Fertigungstechnologien zur Herstellung von Kunststoffkomponenten für die Automobilindustrie. 2005 entstand ein Vertriebs-, Service- und Fertigungsstandort in Shanghai. 2006 erweiterte das Unternehmen sein Leistungsangebot um die Bereiche Kunststofffügen und Automatisierungstechnik am neuen Standort Hamburg, sowie PUR-Misch-, Dosier- und Anlagentechnik in Lotte. Mit der Übernahme des Unternehmens Bo Parts in Nentershausen (Hessen) verstärkte FRIMO sein Leistungsspektrum 2007 im Bereich der Ersatzteilfertigung.
2010 entstanden TechCenter für die Kundenberatung in Lotte und in den USA. Im Jahre 2012 fand das 4. FRIMO Forum, ein internationaler Kongress mit Technologieshow, unter dem Motto „50 Years of Global competence“ statt. Schon beim 50-jährigen Firmenjubiläum hatte das Unternehmen 1.200 Mitarbeiter 2013 eröffnete das TechCenter in Hamburg.
2015 startete FRIMO mit einem neuen Standort in Puebla / Mexiko. Im Fokus stehen der lokale Service und die Erweiterung von Fertigungskapazitäten für FRIMO Inc.
2016 übernahmen die Private-Equity-Gesellschaft Deutsche Beteiligungs AG (DBAG) 80 Prozent der Anteile an Frimo. Die bisherigen Eigentümer Hans-Günter Bayer und Rainer Wittkorn behielten 20 Prozent der Anteile.
2017 Übernahme des Unternehmens Bormann + Reinhold. Das Unternehmen ist eine hundertprozentige Tochter der FRIMO-Unternehmensgruppe. Zudem Gründung von bo parts Inc. in Greenville / Spartanburg, SC (USA). In dem Jahr betrug der Umsatz 236 Millionen Euro.
Ende 2020 beantragte das Tochterunternehmen Bo Parts GmbH mit Sitz in Nentershausen die Eröffnung des Insolvenzverfahrens und wurde von der Smart Pack AG mit Sitz im schweizerischen Zug übernommen.
2021 bekam Frimo in der Coronakrise ein Darlehen in Höhe von 10 Mio. Euro vom Wirtschaftsstabilisierungsfonds der Bundesrepublik Deutschland.
Nachdem Christof Bönsch nach 3 Jahren als Geschäftsführer das Unternehmen verlassen hatte übernahmen Paulo Cruz Pinto und Siegfried Köhler als neue Doppelspitze in der FRIMO Group GmbH.

## Niederlassungen
Die Standorte der FRIMO-Gruppe sind Lotte (Holding der Unternehmensgruppe), Shanghai, China, Freilassing, Oroszlány, Mór - Ungarn, Wixom (MI), Bahçelievler/Istanbul, Sontra, Hamburg, Mexiko, Aizenay und Frankreich.

## Leistungsangebot
Das Unternehmen bietet Systemlösungen zur Fertigung von Kunststoffkomponenten für zahlreiche Kunststofftechnologien. Dazu gehören Polyurethan-Verarbeitung, Flexibles Schneiden, Stanzen, Pressen/Formen, Thermoformen, Kaschieren, Umbugen und Fügen/Kleben, sowie entsprechende Dienstleistungen wie Engineering, Projektmanagement, Prototyping, Automation und Ersatzteilfertigung.

## Auszeichnungen
Den SPE Award erhielt das Unternehmen insgesamt 18 Mal. Allein im Jahr 2009 erreichte FRIMO mit dem Innovation Award als Partner von BMW, zwei Erstplatzierungen als Partner des Tier 1 Zulieferers Johnson Controls und zwei weiteren Platzierungen unter den Top 5 bei der Verleihung 2009 fünf Auszeichnungen.